# John Allen Muhammad
John Allen Muhammad ou John Allen (Nova Orleans, Louisiana, Estados Unidos, 31 de dezembro de 1960 - Jarratt, Virginia, Estados Unidos, 10 de novembro de 2009) foi um assassino em série americano convertido ao Islã. 

## Crimes
Com o filho adotivo Lee Boyd Malvo, promoveu uma série de ataques a tiros, matando dez pessoas e ferindo quatro durante o mês de outubro de 2002 em Washington (DC) e zonas próximas. Eles tentaram fazer extorsão de 10 milhões de dólares, em troca de parar os ataques. Muhammad e Malvo foram presos num estacionamento, dormindo dentro de um carro azul na noite do dia 24 de outubro de 2002.
Muhammad começou ser julgado em outubro de 2003. Foi também extraditado para Maryland para enfrentar as acusações sobre as seis mortes e assassinato do primeiro-grau em 30 de maio de 2006.
Até outubro de 2006, não lhe foram atribuídas acusações adicionais em outras jurisdições de Virgínia.
Condenado à morte por injeção letal em março de 2004, foi executado pelo Estado da Virginia em 10 de novembro de 2009.

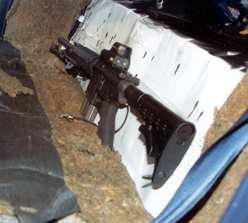
Fuzil The Bushmaster XM-15, com mira com visão holográfica, usado pelos atiradores durante os ataques em outubro de 2002.

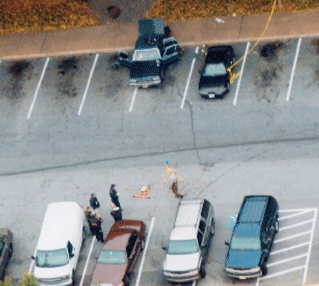
Uma vista aérea da parada de descanso em que os atiradores, foram capturados, em outubro de 2002. O Chevrolet Caprice 1990 conduzido por eles é visível.

## Na cultura popular
Muhammad  é interpretado pelo ator Bobby Hosea no telefilme O Atirador de Washington (2003).